# Палса
Па́лса (латыш. Palsa) — река в Латвии. Впадает в Визлу, хотя ранее являлась притоком Гауи. Исток реки (в верхнем течении именуемой Удрупе, латыш. Ūdrupe) находится в Дзербенской волости, к юго-западу от горы Слапьюма-калнс. В верхнем течении протекает по лесистой и холмистой местности в северной части Видземской возвышенности, принимает воды озёр Кежу и Папалсис. В средней части течёт по Верхнегауйскому понижению.
В нижнем течении, у села Палсмане после 1960 года был прорыт канал длиной 3 километра («Яунпалса») для отвода части вод Палсы в реку Визлу. Однако из-за геодезического просчёта все воды Палсы стали течь в Визлу. Старое русло Палсы до устья Раузы ныне полностью засыпано, а воды Раузы и её притоков по-прежнему текут в Гаую по участку старого русла, именуемому Вецпалса.
Крупнейшие притоки: Клявайса, ручей Кенгю, Акменьупите (левые), Науцупите (правый).
Крупнейшие населённые пункты на берегах: Палсмане, Варини.
Реку пересекает автодорога P27 Смилтене — Гулбене.